# Pirâmides chinesas

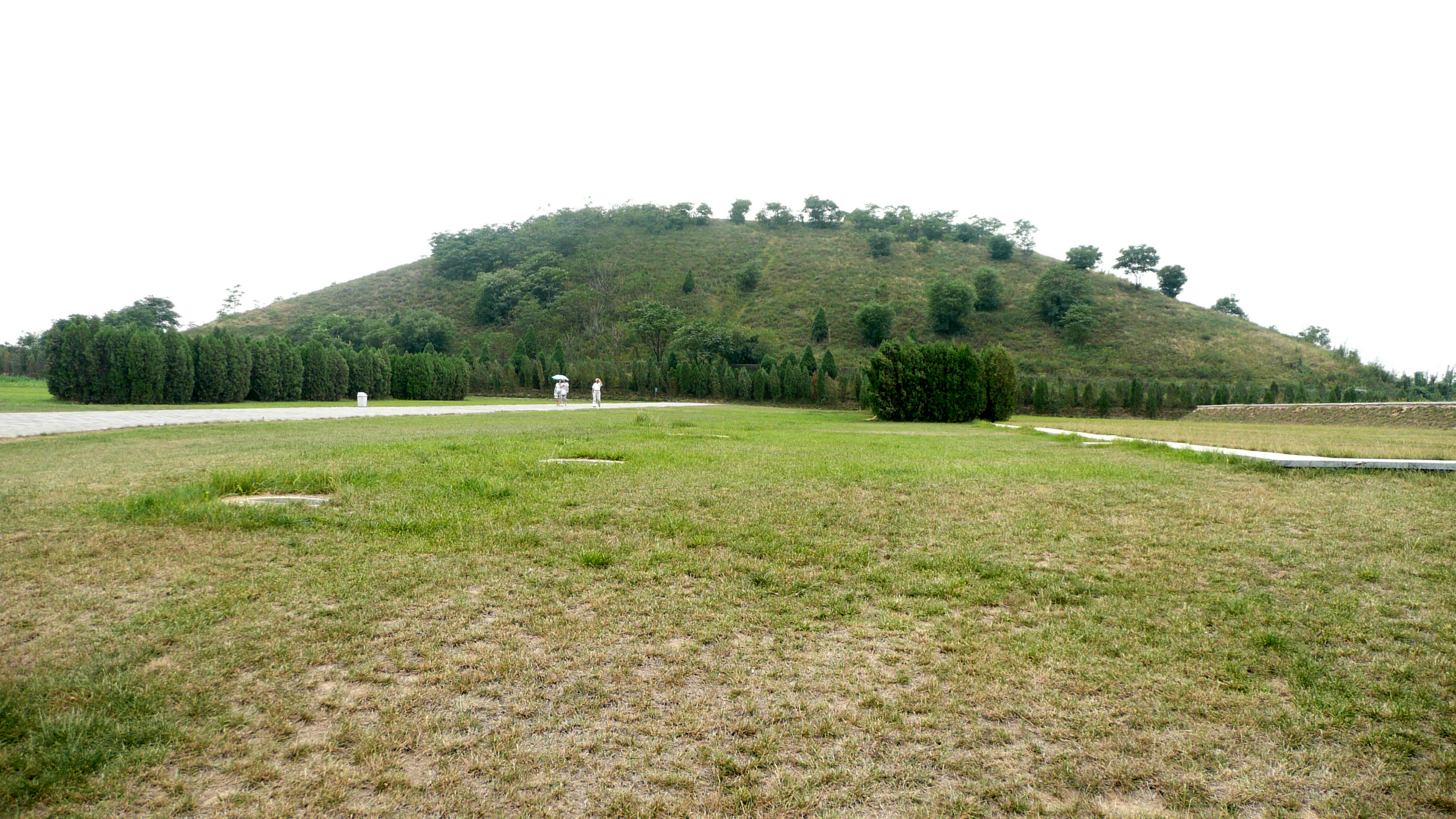
O monte que cobre o túmulo do Imperador Jing de Han (r. 156-141 aC), localizado próximo a Xi'an

As pirâmides chinesas são antigos mausoléus e túmulos construídos para abrigar os restos mortais de vários dos primeiros imperadores da China e das suas famílias imperiais. Cerca de 38 delas estão localizadas entre cerca de 25 e 35 quilômetros a nordeste de Xi'an, nas planícies de Qin Chuan, na província de Shaanxi. A mais famosa é o Mausoléu de Qin Shihuang, a nordeste de Xi'an e 1,7 km a oeste de onde os Guerreiros de Terracota foram encontrados. As pirâmides chinesas também foram construídas durante as dinastias Han, Tang, Song e Xia Ocidental.
As estruturas piramidais têm topos planos e, portanto, têm formatos mais similares aos pirâmides de Teotihuacan, a nordeste da Cidade do México, do que com as pirâmides de Gizé, no Egito. Embora conhecidas no Ocidente há pelo menos um século, a sua existência tem sido controversa por conta de publicidade sensacionalista e dos problemas da arqueologia chinesa no início do século XX.